# Ponte (Róma, kerület)
A Ponte Róma ötödik kerülete, hivatalos neve: R. V Ponte. Neve (magyarul: "híd") a Ponte Sant'Angelo nevéből származik, amely összeköti a Ponte kerületet a Borgo kerülettel.

## Fizikai földrajza

### Területe
A kerület határai:
- a Tiberis
- Sant'Eustachio: via dei Pianellari, piazza Sant'Agostino
- Parione: piazza delle Cinque Lune, via di Tor Sanguigna, Largo Febo, via di Santa Maria dell'Anima, via di Tor Millina, vicolo delle Vacche, piazza del Fico, via del Corallo, via del Governo Vecchio, via dei Filippini, vicolo Cellini
- Regola: via dei Banchi Nuovi, via delle Carceri, vicolo della Scimmia
- Campo Marzio: via del Cancello

## Története
Az ókori Rómában a kerület a IX. augusztuszi Circus Flaminius régióba tartozott, vagyis a Campus Martius (Mars-mező) részének tekintették. A jelenlegi Sant'Angelo híd az ősi Elio híd helyén épült, amelyet Hadrianus római császár építtetett, hogy összekapcsolja mauzóleumát (az Angyalvárat) a város többi részével. Egy másik hidat Nero építtetett, és azért nevezték diadalmasnak, mert a via Trionfale (későbbi nevén via Sacra) haladt át rajta, amelyen a csatákból visszatérő seregek keltek át. Ezt a hidat később pons vaticanusnak nevezték el, mert a Vatikán területét a város többi részével kötötte össze, illetve pons ruptusnak (letört híd), mert már a középkorban összeomlott. Az ókorban ezen a területen volt egy kikötő, amelyen át a Campus Martius nagy építkezéseihez szükséges anyagokat szállították.
Az élet a kerületben megszakítás nélkül folyt a középkorban és az újkorban is, ami gyakorlatilag az ókori Róma minden maradványát eltüntette a környéken. Ebben az is közrejátszott, hogy a vízhiányos dombos területekről sokan a Tiberis partjára költöztek, ahol a folyóvizet fogyasztva életben maradtak.Továbbá a városrész a Sant'Angelo híd végén volt, itt futott össze az összes a Szent Péter-bazilikához vezető főbb út, így folyamatos volt a zarándokáradat is, ami gazdagította a környéket: a fogadók, kocsmák, kegyszerkereskedelem stb. forgalmát magas szinten tartva.
V. Szixtusz a Tiberisen túli részt leválasztotta róla a Borgo körzet létrehozására. Ponte azonban címerében megtartotta a nevét, és a hidat. Az 1500-as években a városrésznek mindenekelőtt az úthálózata volt nagy jelentőségű, ezért nagy művészek tervei alapján főúri és kereskedőcsaládok nagy palotái épültek itt. Ez nagyban hozzájárult a hamarosan híressé vált kerület megszépüléséhez.
A környéken meglehetősen gyakori látvány volt egy kis menet, amelyet egy feketébe öltözött, eltakart arcú személy vezetett, vállán feszülettel. Egy szekéren láncra vert elítélt férfi volt, aki folyamatosan csókolta Jézus egy másik képmását. A menet célpontja a Ponte Sant'Angelo jelenlegi tere volt, ahol akasztófa várta az elítéltet.
Noha Ponte gazdag és fényűző terület volt, a Tiberis gyakori árvizei is leginkább ezt sújtották.
Megjelenése teljesen átalakult, miután 1870-ben Róma fővárossá vált: a Tiberis partjain védőfalakat emeltek, valamint új hidakat építettek, a Vatikán területét és a Pratit összekötendő Róma többi részével. A partra vezető összes utca eltűnt, hogy helyet adjon a széles Tiberis-menti útnak, de a városrész jellegzetességei a szárazföld belsejében még mindig láthatók.

### Címere
A fehér S. Angelo híd vörös mezőben.

## Műemlékek és látnivalók

### Civil építészet
- Palazzo Alberini, a via del Banco di Santo Spiritón
- Palazzo Altemps, a piazza di Sant'Apollinarén, a Római Nemzeti Múzeum négy helyszínének egyike
- Palazzo del Banco di Santo Spirito, a via del Banco di S. Spiritón
- Palazzo Bassi, a Corso Vittorio Emanuele II-n
- Palazzo Cesi-Gaddi, a via della Maschera d'Orón
- Fiammetta háza, a Piazza Fiammettán
- Palazzo del Drago, a via dei Coronarin
- Palazzo Gambirasi, a via della Pacén
- Palazzo Lancellotti, a via Lancellottin
- Palazzo Milesi, a via della Maschera d'Orón
- Palazzo Montevecchio Chiovenda, a Piazza di Montevecchión (az Arciliuto színház otthona)
- Albergo dell'Orso, a via dell'Orsón
- Palazzo Sacchetti, a via Giulián
- Palazzo Taverna, a via di Monte Giordanón
- Marcello Piacentini házi stúdiója a via di Tor di Nonán
- Tordinona Színház a via degli Acquaspartán
- Tor Sanguigna, a piazza Tor Sanguignán
- Torre della Scimmia, a via dei Portoghesin
- Falconieri-palota, a Római Magyar Akadémia székhelye

### Vallási építészet
- San Giovanni Battista dei Fiorentini-bazilika
- Szent Apollinaris-bazilika
- Szent Celsus és Julianus templom
- San Biagio degli Armeni templom
- San Salvatore-templom Lauróban
- Santa Maria del Suffragio-templom
- Santa Maria dell'Anima-templom
- Santa Maria della Pace-templom
- Ponte Sant'Angelo Evangélikus Metodista templom

Felszentelve
- A Gonfalone oratóriuma
- San Celsino-templom
- Szent Simon és Júdás-templom

Eltűnt
- Sant'Angelo de Miccinellis-templom
- Sant'Orsola della Pietà-templom
- San Pantaleo iuxta Flumen-templom
- San Salvatore-templom Primicerióban
- San Simeon próféta temploma
- Santa Maria della Purificazione templom Banchiban
- Santa Maria-templom in Posterulában
- A Szent Ártatlanok kápolnája
- Mária Magdolna-kápolna
- Szent Faustino és Giovita temploma (más néven Sant'Anna dei Bresciani )
- San Giovanni Decollato kápolna a Ponte Sant'Angelón
- San Biagio della Fossa templom
- Szent Kozma és Damján oratóriuma Banchiban

### Iskolai építészet
- Istituto Comprensivo Virgilio – Alberto Cadlolo komplexum, a via della Rondinella és a Lungotevere di Tor di Nona úton. 20. századi épület (1923–29)
- Vincenzo Fasolo építész projektje: általános iskola a MOVM Alberto Cadlolo számára

### Egyéb
- Tor di Nona börtönök, Tor di Nona Tiberis partján
- Oroszlános szökőkút, a Piazza San Salvatore in Laurón, a Piceni palotának háttal
- Terrina szökőkút a Piazza della Chiesa Nuován
- Szökőkút a Piazza San Simeone téren
- Nicola Spedalieri emlékműve a Piazza Sforza Cesarinin (bronz, Mario Rutelli, 1898--1900)

## Antropikus földrajz

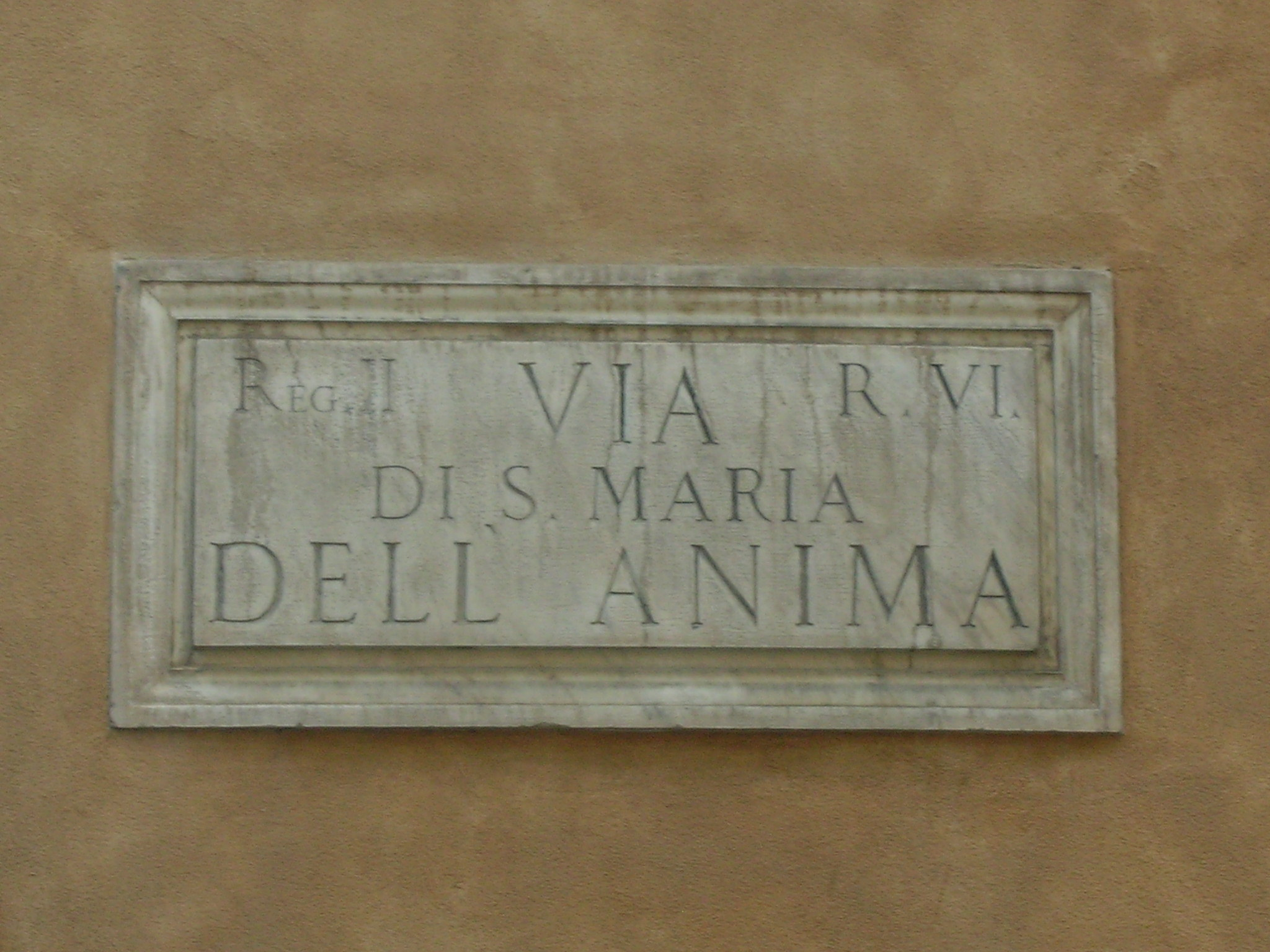
„Via di Santa Maria dell'Anima” útjelzőtábla a Parione (R. VI Parione) kerületben
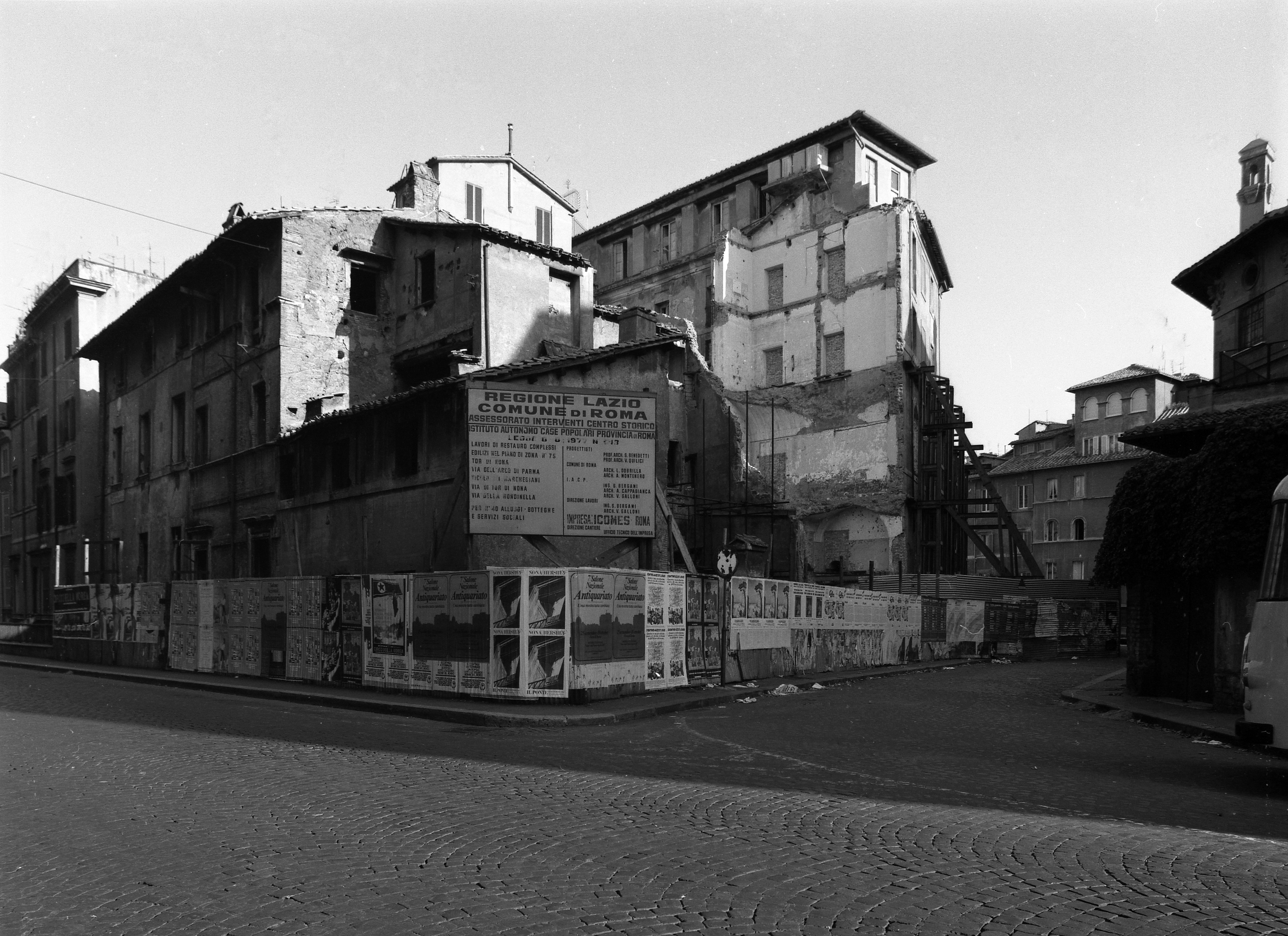
Épületek felújítása Tor di Nonában (1982)

### Terek
- Coronari tér
- Fiammetta tér
- Lancellotti tér
- Montevecchio tér
- Óra tér
- Arany tér
- Ponte Sant'Angelo tere
- Piazza di S. Salvatore in Lauro
- Piazza di S.Apollinare
- Piazza di S. Simeone
- Tor Sanguigna tér
- Sforza Cesarini tér

### Utak
- Lungotevere degli Altoviti
- Lungotevere dei Fiorentini
- Lungotevere Tor di Nona
- Via Acciaioli
- Via degli Acquasparta
- Amatriciak sikátora
- Via dell'Arco della Fontanella
- Via dell'Arco de' Banchi
- Via dell'Arco di Parma
- Avila sikátor
- Via dei Banchi Nuovi
- Via dei Banchi Vecchi
- Via del Banco di Santo Spirito
- Via Bravaria
- Via dei Bresciani
- Vicolo della Campanella
- Via del Cancello
- Via delle Carceri
- Vicolo del Cefalo
- Vicolo Cellini
- Vicolo Cieco
- Via dei Cimatori
- Via del Consolato
- Via dei Coronari
- Vicolo del Curato
- Vicolo Domizio
- Largo di Febo
- Vicolo di Febo
- Piazza del Fico
- Vicolo del Fico
- Via dei Filippini
- Largo dei Fiorentini
- Via Giulia
- Via del Gonfalone
- Via del Governo Vecchio
- Via della Mola de' Fiorentini
- Vicolo dei Marchegiani
- Via di Monte Giordano
- Vicolo di Monte Vecchio
- Vicolo del Leuto
- Vicolo del Montonaccio
- Largo Orbitelli
- Vicolo Orbitelli
- Via degli Orsini
- Via dell'Orso
- Vicolo dell'Orso
- Vicolo degli Osti
- Via di Panìco
- Via di Tor Millina
- Via di Tor di Nona
- Vicolo delle Palle
- Vicolo della Palomba
- Via Paola
- Via del Pavone
- Via dei Portoghesi
- Via della Rondinella
- Vicolo di S.Celso
- Vicolo di S.Giuliano
- Piazzetta di S.Simeone
- Vicolo di S.Simeone
- Via di S.Simone
- Vicolo di S.Trifone
- Vicolo Sforza Cesarini
- Via Sforza Cesarini
- Via dei Soldati
- Vicolo dei Soldati
- Vicolo Sugarelli
- Via dei Tre Archi
- Vicolo delle Vacche
- Via della Vetrina
- Vicolo della Volpe
- Via G. Zanardelli

## Képgaléria

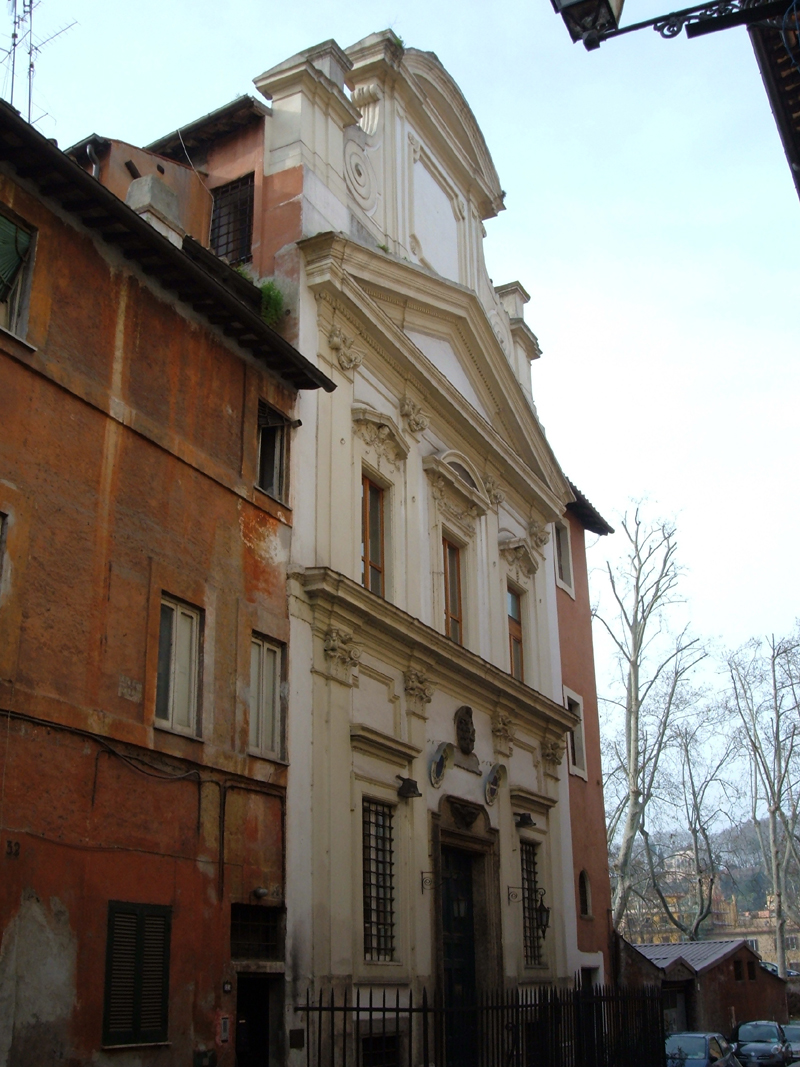
A Gonfalone oratóriuma
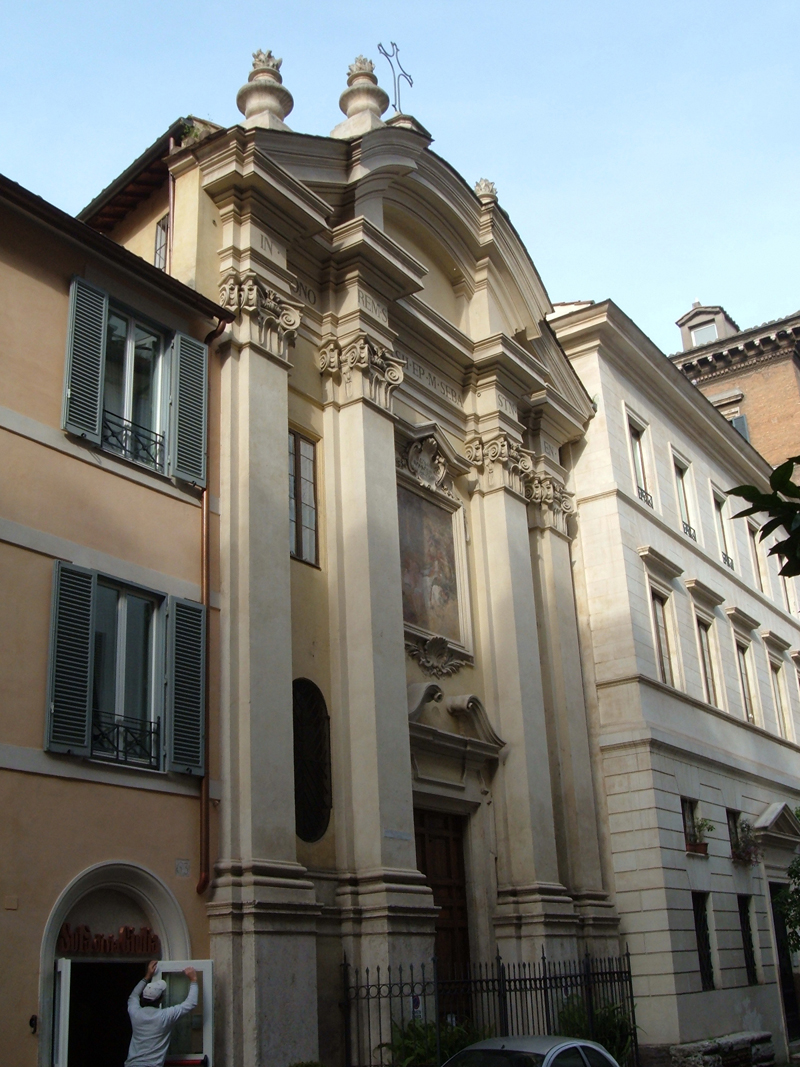
Örmény Szent Balázs
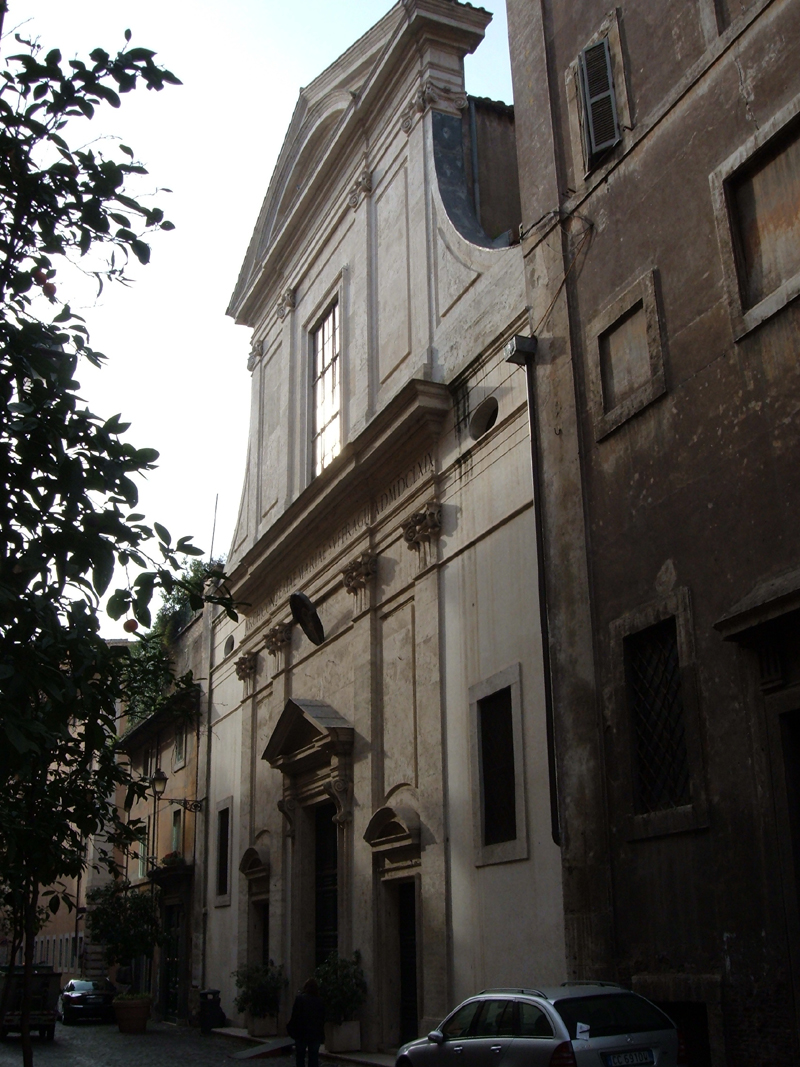
Santa Maria del Suffragio
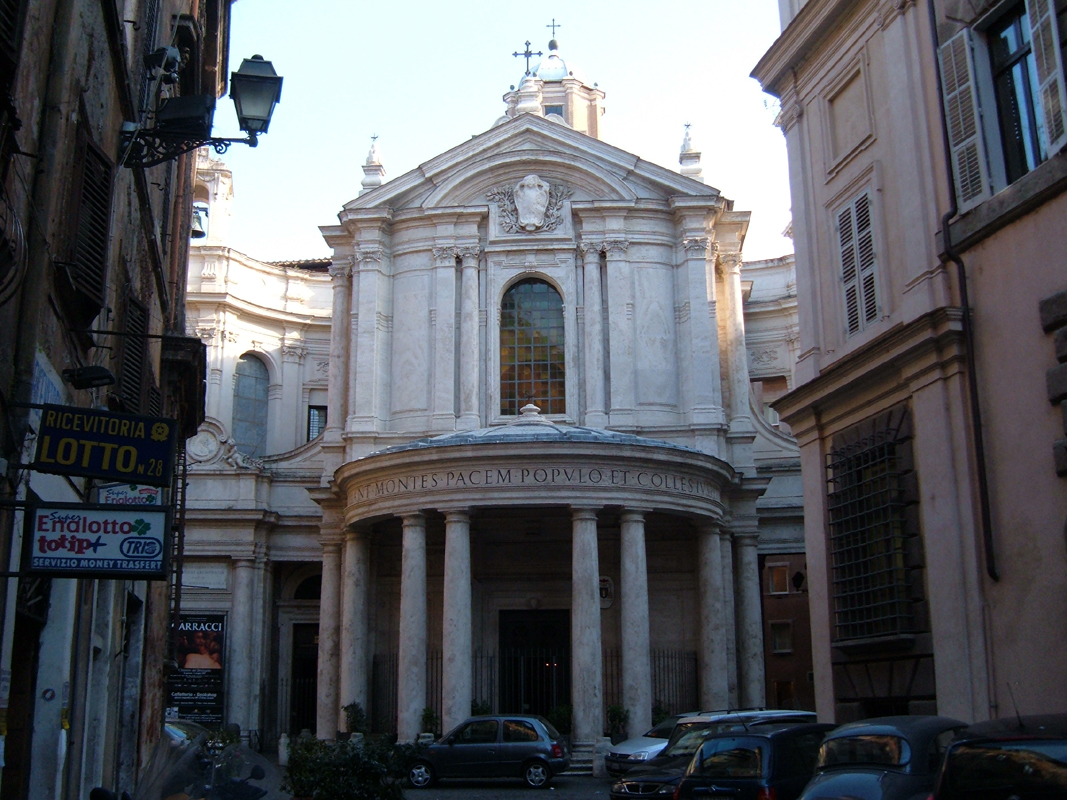
Santa Maria della Pace
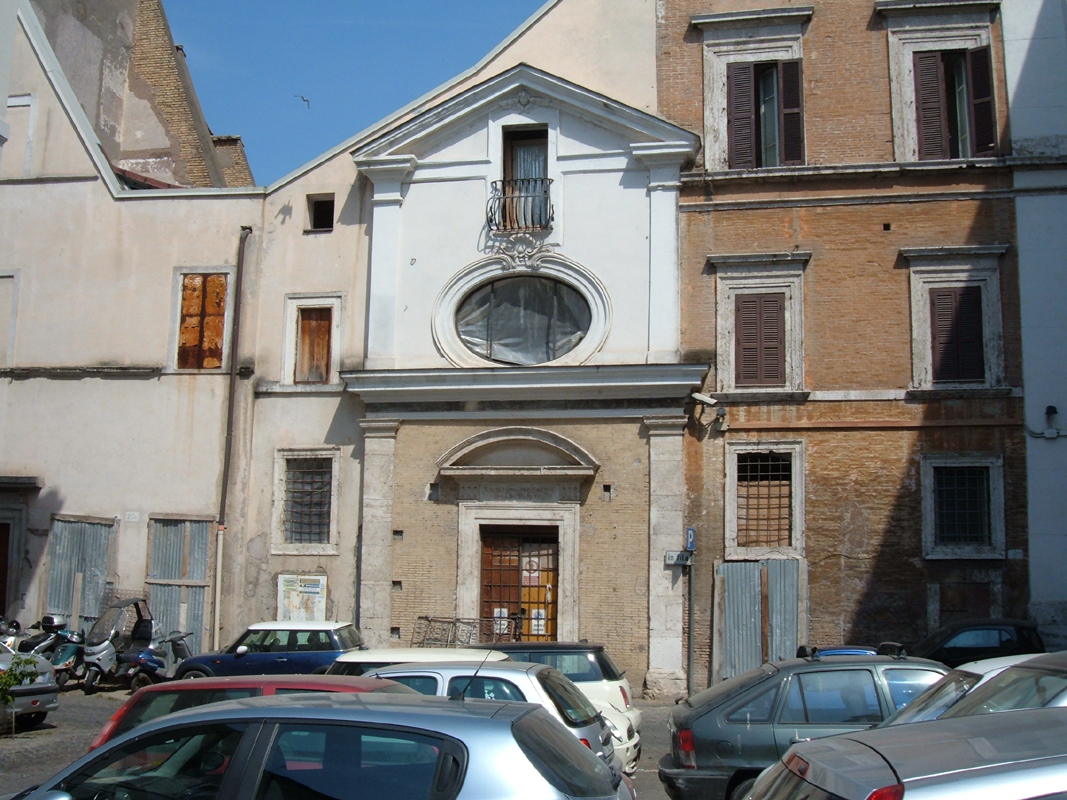
Szent Simeon proféta
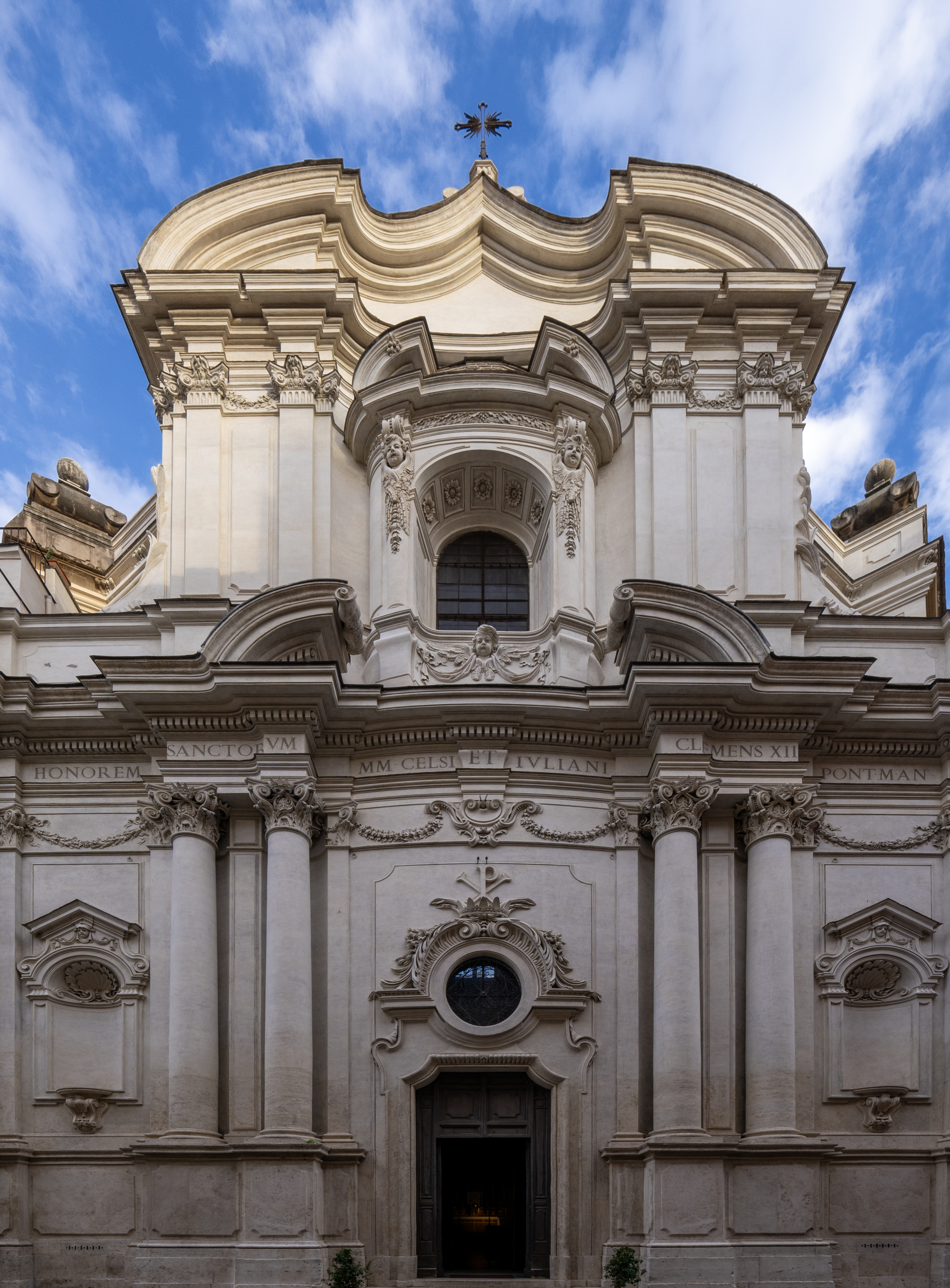
Szent Celsus és Julianus
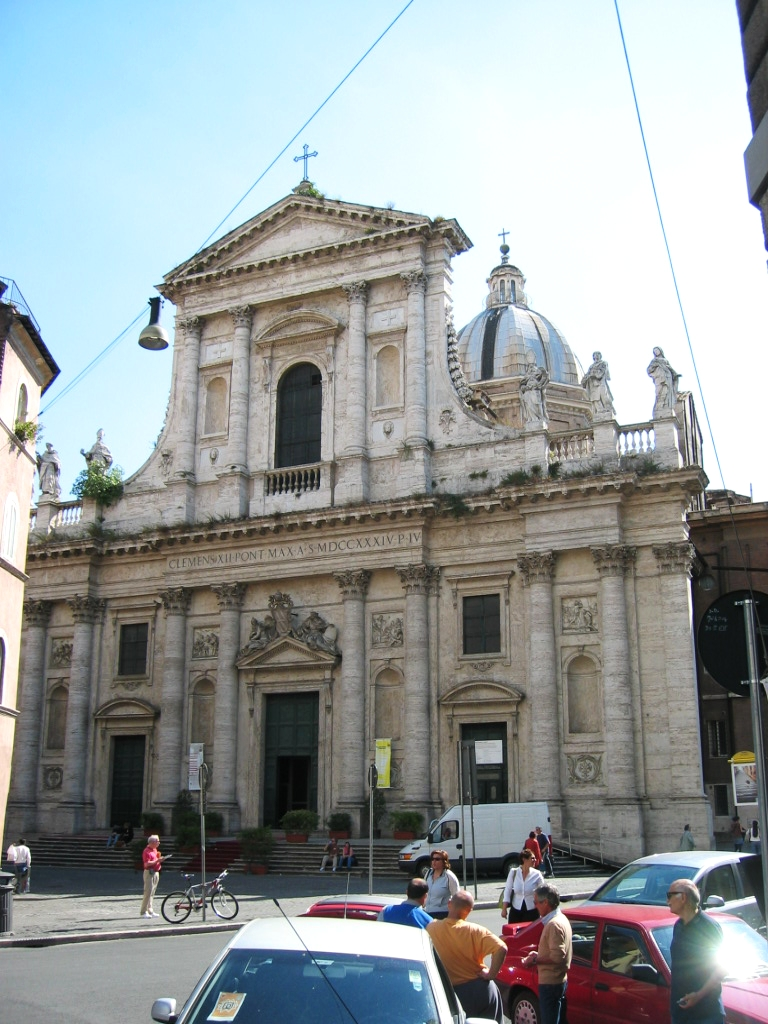
San Giovanni dei Fiorentini
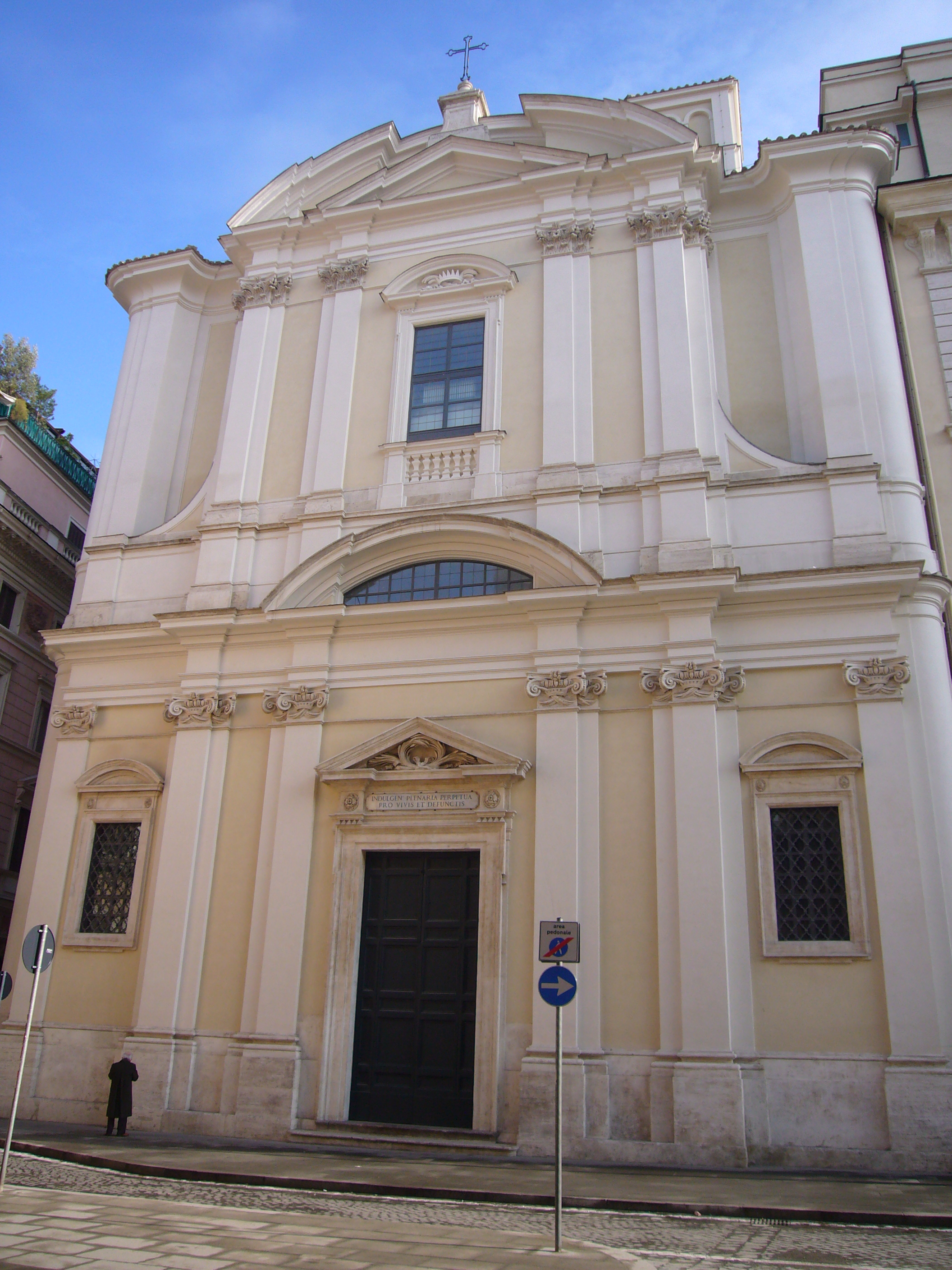
Szent Apollinaris
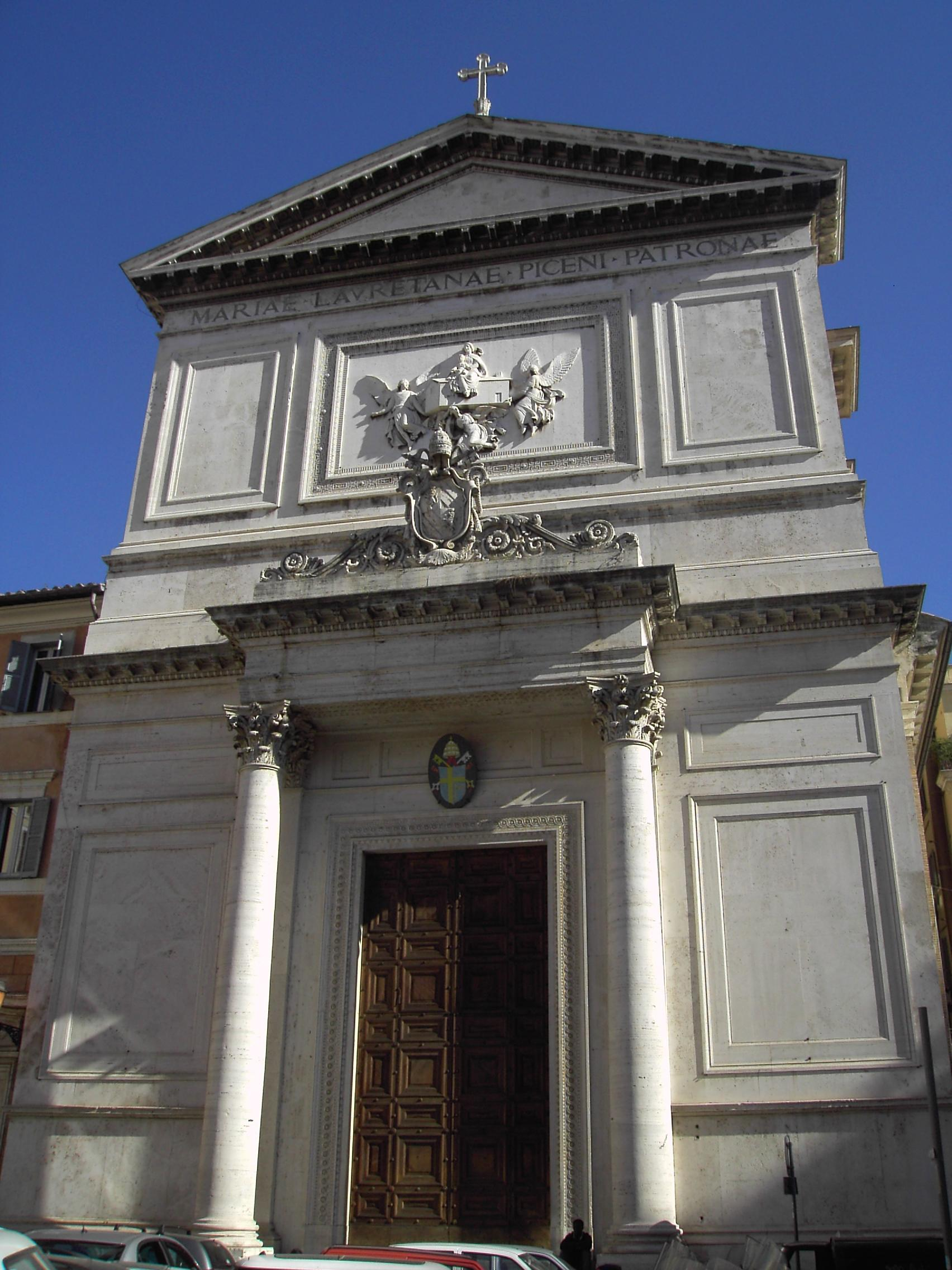
Szent Salvatore Lauróban
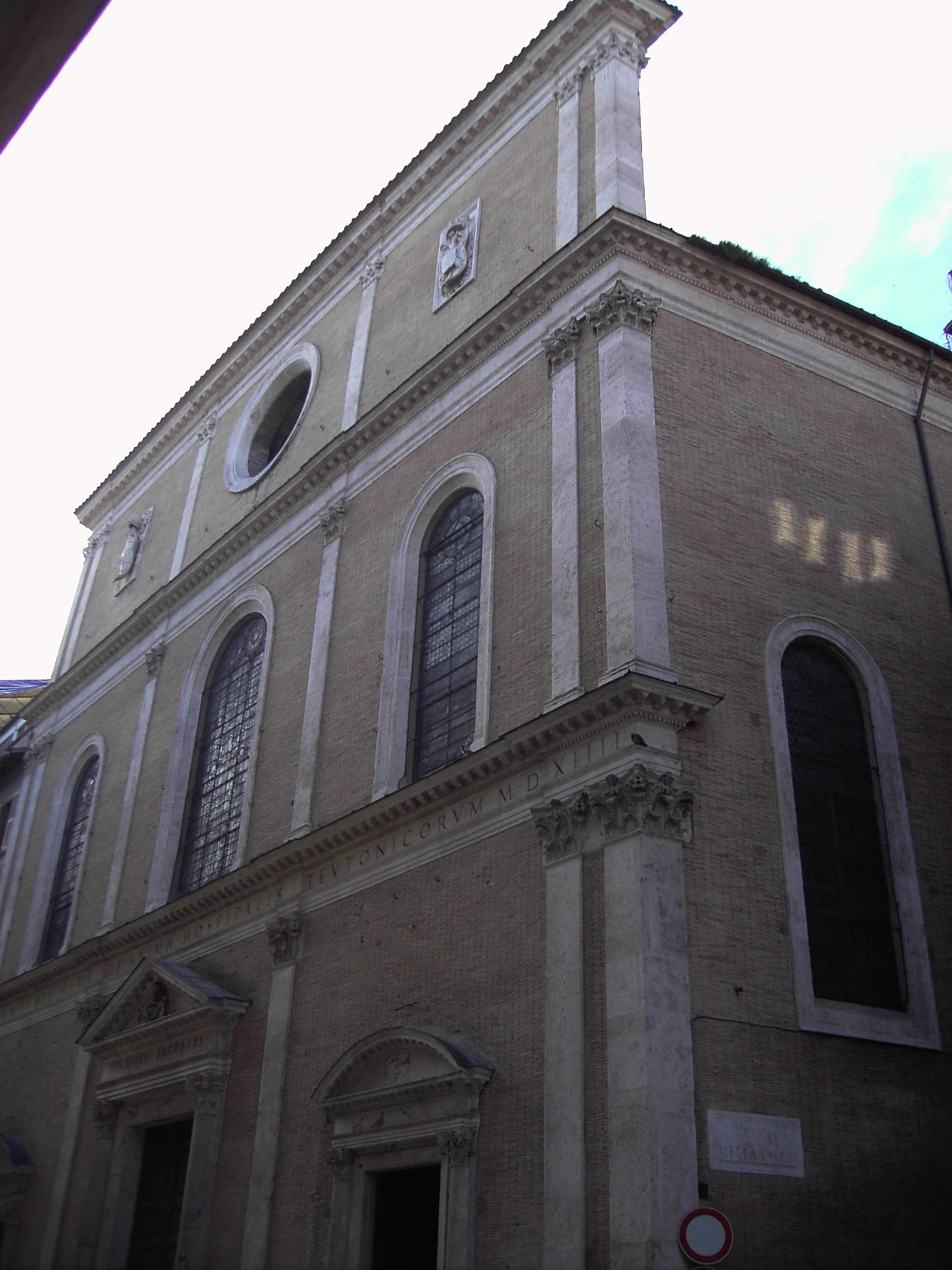
Santa Maria dell'Anima

## Fordítás
- Ez a szócikk részben vagy egészben  a   Ponte (rione di Roma) című olasz Wikipédia-szócikk ezen változatának fordításán alapul.  Az eredeti cikk szerkesztőit annak laptörténete sorolja fel. Ez a jelzés csupán a megfogalmazás eredetét és a szerzői jogokat jelzi, nem szolgál a cikkben szereplő információk forrásmegjelöléseként.

## Bibliografia
- Claudia Cerchiai.szerk.: Newton Compton Editori: I Rioni e i Quartieri di Roma (1989)
- Claudio Rendina.szerk.: Newton Compton Editori: Le strade di Roma (2004)
- Carlo Pietrangeli: Insegne e stemmi dei rioni di Roma. Capitolium. Rassegna di attività municipali, 1953